# イアペトゥス海

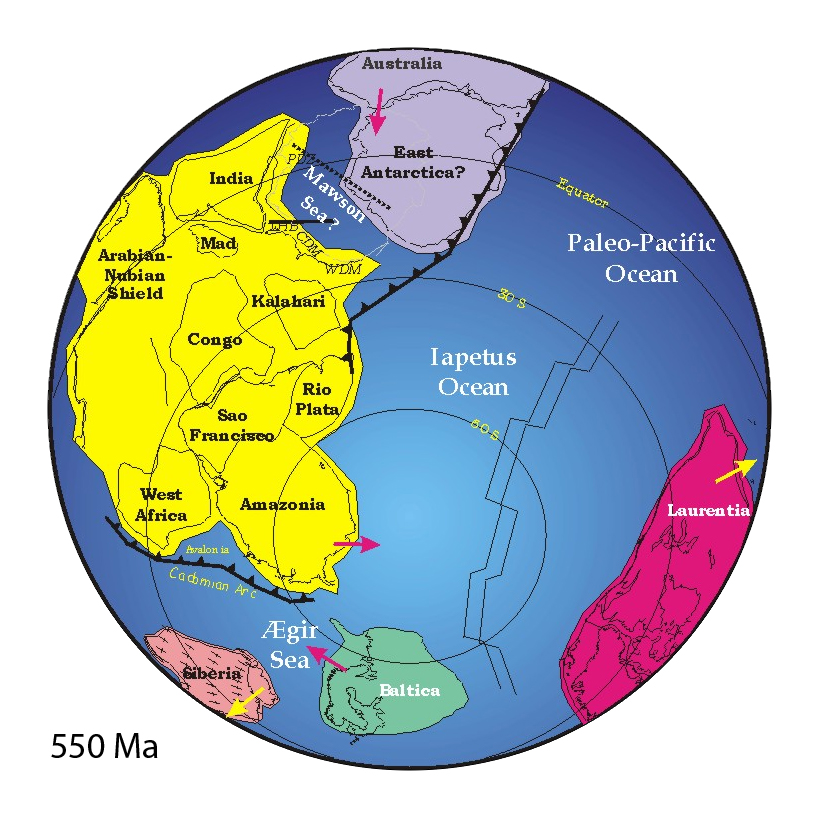
5.5億年前（原生代末期）の南極（小さい円の中心）、イアペトゥス海、 ローレンシア大陸（紅色）、バルティカ大陸（薄緑色）、アバロニア大陸（黄色）。

イアペトゥス海（英語: Iapetus Ocean）は、約10億年前から約5億年前、南半球に形成されたと考えられている海洋である。イアペトゥスの名は、ギリシア神話に登場する神、イーアペトスに由来する。
イアペトゥス海を取り囲むローレンシア大陸、バルティカ大陸、アバロニア大陸は徐々に接近し、約4億2,000万年前（シルル紀）に衝突。イアペトゥス海は消滅し、ユーラメリカ大陸が形成された。